# Maria - Mãe do Filho de Deus
Maria - Mãe do Filho de Deus é um filme de drama brasileiro de 2003 dirigido por Moacyr Góes a partir de um roteiro do diretor em parceria com Thiego Balteiro e Marta Borges. O filme retrata a história de Jesus Cristo a partir da vida de Maria, sua mãe. Protagonizado por Giovanna Antonelli, Luigi Baricelli, Marcelo Rossi, Ana Beatriz Cisneiros, José Wilker e José Dumont, o filme estreou nos cinemas em 10 de outubro de 2003.

## Sinopse
Maria Auxiliadora tem 24 anos e é uma mulher muito humilde, que vive com sua filha Joana, de sete anos. Ela precisa ir buscar o resultado do exame de Joana no hospital e pede ao padre da igreja local que tome conta de sua filha até sua volta, apesar da insistência da menina que quer ir junto com a mãe de qualquer jeito. Maria Auxiliadora insiste que ela fique com o padre, porque ela desconfia que Joana sofra de uma doença muito grave, e tem medo de não conseguir se controlar caso ela esteja certa. Para dar um entretenimento a criança enquanto aguarda a volta da mãe, o padre resolve lhe contar a história de uma mãe que dedicou sua vida ao filho: Maria, mãe de Jesus Cristo.

## Elenco
- Giovanna Antonelli .... Maria, mãe de Jesus / Maria Auxiliadora
- Luigi Baricelli .... Jesus Cristo
- Padre Marcelo Rossi .... Arcanjo Gabriel / Padre
- Ana Beatriz Cisneiros .... Joana
- José Wilker .... Pôncio Pilatos
- José Dumont .... Diabo
- Thiago Martins .... Apóstolo João
- Clemente Viscaíno .... Apóstolo Pedro
- Leon Góes .... Apóstolo Tiago
- Nilvan Santos .... Apóstolo André
- Expedito Barrera .... Apóstolo Filipe
- Leonardo Senna .... Apóstolo Mateus
- Régis Di Sóri .... Apóstolo Simão
- Flávio Elia .... Apóstolo Tiago
- Eugênio Bretas .... Apóstolo Bartolomeu
- Gustavo Rodrigues .... Apóstolo Tadeu
- Cláudio Gabriel .... Judas Iscariotes
- Malu Galli .... Maria Madalena
- Isio Ghelman .... José
- Clarice Niskier .... Ana
- Ewerton de Castro .... Joaquim
- André Valli .... Belquior
- Guti Fraga .... Manassés
- Fábio Sabag .... Anás
- Ítalo Rossi .... Caifás
- Tonico Pereira .... Herodes Antipas
- Chris Nicklas .... mulher do povo
- Marina Elali .... Beata

## Produção
A produção é feita em associação entre a Sony Pictures, Columbia e a produtora do cineasta Diler Trindade, as quais angariaram um orçamento de mais de R$ 6 milhões. A direção é de Moacyr Góes, em seu segundo trabalho com longa-metragem (Dom havia sido o anterior), e segundo ele a ideia da produção do filme é "algo original e de grande força evangelizadora".
Os protagonistas do filme, Giovanna Antonelli e Luigi Baricelli, foram escolhidos pelo Padre Marcelo Rossi para integrar o elenco. O diretor do filme também foi escolhido pelo padre. Marcelo Rossi tem papel fundamental na produção do filme. Foi dele a ideia de produzir um longa-metragem que conte uma história religiosa após escutar do Papa João Paulo II que os padres deveriam espalhar o evangelho por diversos meios de comunicação.
O filme reúne um elenco numeroso, com nomes conhecidos da atuação como José Wilker e José Dumont, mas também contou com participações de não atores, como o bispo Dom Fernando Figueiredo, o qual também supervisionou o conteúdo bíblico do filme, e dos próprios pais de Padre Marcelo, Vilma e Antônio Rossi. Em entrevista, o padre evidenciou: "Pedi para que os dois participassem [Vilma e Antônio Rossi] para evidenciar ainda mais que participei do filme não como ator, mas como eu mesmo".

## Lançamento
O filme estreou nas salas de cinema de todo Brasil em 10 de outubro de 2003. O Padre Marcelo Rossi viajou por diversas regiões do país para realizar a divulgação do filme. Em uma sessão de pré-estreia do filme na cidade de Curitiba, ele concedeu uma entrevista afirmando que o filme é um projeto pessoal dele após escutar do Papa João Paulo II que a missão dos padres era evangelizar por todos os meios. "Foi então que caiu a ficha e percebi que ninguém ainda tinha usado o cinema como meio de evangelização", disse Padre Marcelo.

## Recepção

### Bilheteria
Maria, Mãe do Filho de Deus fez um enorme sucesso comercial. Segundo dados da Ancine, o filme foi distribuído para mais de 300 salas de cinema em todo o país e o público estimado é foi de 2.332.873 espectadores. A receita total gerada no lançamento comercial do filme foi de R$ 12.842.085,00.

### Crítica
Apesar do sucesso de público do filme, foi recebido com avaliações mistas e negativas por parte dos críticos especializados. Escrevendo para o website Omelete, o crítico Marcelo Hessel fez uma avaliação mista ao filme. Segundo ele, o filme é bem produzido mas peca na falta de originalidade no roteiro. "O problema de Maria é que a missa didática não veio acompanhada de boa arte, mas de música excessiva e montagem equivocada. Aliás, se o filme chega a empolgar em algum momento, deve-se à boa literatura presente na Bíblia. Se dependesse da invenção de novo roteiro, novos diálogos e novos personagens, o resultado seria bem mais apocalíptico", escreveu o crítico.
Robledo Milani, crítico do website Papo de Cinema, avaliou o filme negativamente, escrevendo que "é um filme que apresenta resultados divergentes, e de acordo com cada ponto de vista específico que deve ser julgado. Enquanto obra cinematográfica, sua representatividade é pífia. A direção é amadora, os protagonistas são muito fracos e o roteiro, plano e esquemático. Entretanto, esse não é seu objetivo. O intento aqui é catequizar, transmitindo dogmas da fé cristã a um número significativo de espectadores."

### Prêmios e indicações
| Ano  | Associações                      | Categoria             | Recipiente(s)      | Resultado |
| ---- | -------------------------------- | --------------------- | ------------------ | --------- |
| 2005 | Blockbuster Entertainment Awards | Melhor Atriz de Drama | Giovanna Antonelli | Indicado  |
| 2005 | Blockbuster Entertainment Awards | Melhor Ator de Drama  | Luigi Baricelli    | Indicado  |